# Aspilota johnbrackeni
Aspilota johnbrackeni är en stekelart som beskrevs av Robert A.Wharton 2002. Aspilota johnbrackeni ingår i släktet Aspilota och familjen bracksteklar. Inga underarter finns listade.